# Ken Strong
Elmer Kenneth „Ken“ Strong (* 21. April 1906 in West Haven, Connecticut; † 5. Oktober 1979 in New York City) war ein US-amerikanischer American-Football- und Baseball-Spieler.

## Spielerlaufbahn

### College
Strong besuchte in West Haven die High School, bevor er von 1926 bis 1928 an der New York University studierte. Er lief für die Footballmannschaft seines Colleges überwiegend als Fullback auf, spielte, wie in der damaligen Zeit üblich, aber auch auf anderen Positionen. 1928 konnte er in einer Saison 162 Punkte und damit einen landesweiten Ligarekord erzielen. Insgesamt gelang ihm in seinem letzten Spieljahr ein Raumgewinn von 2.080 Yards, was ihm die Wahl zum All American einbrachte.

### Profi
Strong spielte zunächst vier Jahre für ein Jahresgehalt von 5000 US-Dollar und einer mietfreien Wohnung bei den Staten Island Stapletons in der National Football League (NFL) und wechselte, nachdem diese die NFL verlassen hatten, für ein Gehalt von 250 US-Dollar pro Spiel zu den von Steve Owen betreuten New York Giants. 1934 konnte er mit seiner Mannschaft im NFL Championship Game 1934 die Chicago Bears, die in der Regular Season ungeschlagen geblieben waren, mit 30:13 besiegen. Ken Strong erzielte dabei zwei Touchdowns durch Laufspiel und ein Field Goal. In diesem Jahr erzielte er auch seine statistisch besten Werte, er erzielte durch Laufspiel einen Gesamtraumgewinn von über 400 Yards, zudem gelangen ihm 56 Punkte. Im darauffolgenden Jahr konnten die Giants erneut in das Endspiel einziehen, obwohl Strong einen Pass von Ed Danowski zu einem Touchdown verwandeln konnte, ging das Spiel mit 26:7 gegen die Detroit Lions verloren.
Da sich Strong mit den Giants nicht auf sein Gehalt einigen konnte, wechselte er zu den New York Yankees, die in einer Konkurrenzliga der NFL spielten. 1937 erlitt er eine Rückenverletzung und konnte erst 1939 wieder American Football spielen. Er kehrte zu den Giants zurück. 1939 beendete er seine Laufbahn um 1944 bis 1947 nochmals als Kicker für die Giants aufzulaufen.
Strong ist einer von vier Spielern, dem es gelang ein Field Goal zu erzielen, nachdem seine Mannschaft durch einen Fair Catch in Ballbesitz kam.

### Baseballspieler
Im Juni 1929 unterschrieb Strong einen Spielervertrag als Baseballspieler bei den New York Giants. Obwohl er als hoffnungsfrohes Talent galt, kam er lediglich in den unteren Spielklassen zum Einsatz. Strong lief als Outfielder auf, musste aber 1931 seine Baseballkarriere aufgrund einer Handgelenkverletzung abbrechen.

## Footballtrainer
Von 1961 bis 1965 kehrte Strong nochmals auf die Footballbühne zurück. Er wurde erneut bei den Giants verpflichtet und war als Assistenztrainer verantwortlich für die Special Teams.

## Nach der Laufbahn
Strong arbeitete nach seiner Spielerlaufbahn als Schnapsverkäufer. Er lebte in Bayside, Queens, war verheiratet und hatte einen Sohn. Er starb an einem Herzinfarkt. Seine Grabstätte ist nicht bekannt.

## Ehrungen
Strong wurde fünfmal zum All-Pro gewählt. Er ist Mitglied in der College Football Hall of Fame, in der Pro Football Hall of Fame und im NFL 1930s All-Decade Team. Seine Rückennummer wird durch die Giants nicht mehr vergeben, sie ehren ihn zudem auf dem New York Giants Ring of Honor. Das Stadion seiner Highschool in West Haven wurde nach ihm benannt.

## Quelle
- Jens Plassmann: NFL – American Football. Das Spiel, die Stars, die Stories (= Rororo 9445 rororo Sport). Rowohlt, Reinbek bei Hamburg 1995, ISBN 3-499-19445-7.